# Смельский, Елеазар Никитич
Елеазар Никитич Смельский (1800 — 16 апреля 1881) — русский военный хирург, лейб-медик, тайный советник, заведующий Главным военно-медицинским управлением (в 1867—1871). Составитель популярного травника. Отец тайного советника Сергея Елеазаровича и действительных статских советников Николая Елеазаровича и Александра Елеазаровича Смельских.

## Биография
Родился 29 июня (11 июля) 1800 года. Происходил из духовного сословия.
Медицинское образование получил в Императорской Медико-хирургической академии; 14 мая 1821 года с отличием окончил курс, получив звание лекаря 1-го отделения и золотую медаль.
По одному из правил того времени наиболее успешно окончившие курс воспитанники направлялись на службу в гвардейские полки, поэтому Смельский был определён младшим лекарем и прикомандирован к лазарету в лейб-гвардии Преображенский полк, а спустя год переведен в лейб-гвардии Семёновский полк. Выбрав своей специальностью хирургию, он продолжил работать в академии — ординатором хирургической академической клиники. Его наставником был Иван Фёдорович Буш), предоставлявший своим ученикам возможность изучать хирургию на практике. В первый год своей врачебной деятельности доктор Смельский с успехом провёл множество операций и представил несколько научных наблюдений в академию, которая впоследствии удостоила его званием медико-хирурга.
В августе 1824 года он был временно командирован в Михайловское артиллерийское училище, а в 1825 году перешёл туда на службу. К этому времени он написал диссертацию о катаракте, которую защитил 19 июня 1825 года и получил степень доктора медицины и хирургии.
Перейдя в ведомство военно-учебных заведений, Смельский вскоре стал известен великому князю Михаилу Павловичу и 1 января 1826 года получил должность доктора при дворе Михаила Павловича. В следующем году Департамент государственных имуществ определил его главным доктором Лесного института.
Продолжая свою научную деятельность, он напечатал в «Друге здравия», «Военно-медицинском журнале» и других изданиях ряд статей. К этому времени хирургия уже не была его единственной специальностью, более того, он занимался преимущественно нервными и внутренними болезнями.
В 1840 году по указу князя Михаила Павловича Смельский был переведен из Михайловского артиллерийского училища старшим врачом в Пажеский корпус. При этом в его обязанностях осталось общее наблюдение над лазаретом Михайловского артиллерийского училища. В 1843 году он был назначен членом Военно-медицинского учёного комитета, в 1849 году занял в нём должность непременного учёного секретаря.
В течение 25 лет Е. Н. Смельский состоял при дворе Михаила Павловича, а в 1851 году по собственному прошению был уволен с этой должности.

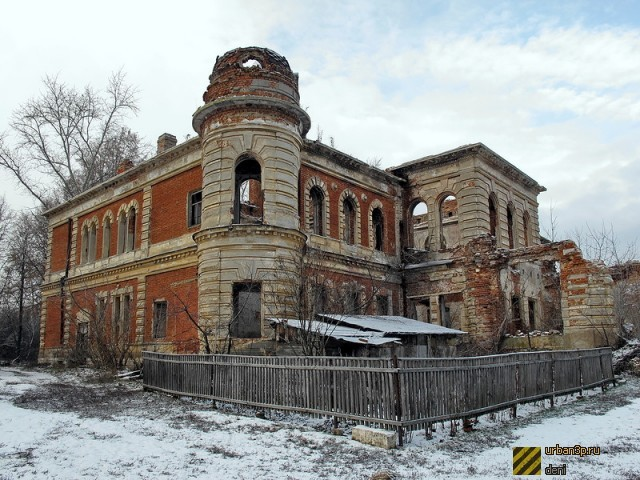
Фамильная усадьба Смельских в Василёвке Ряжского района

В 1857 году Смельский стал главным доктором военно-учебных заведений; в 1860 был назначен вице-директором Медицинского департамента военного министерства. В 1867 году он стал членом Главного военно-госпитального комитета и стал заведовать Главным военно-медицинским управлением. Он стоял во главе всего военно-медицинского ведомства и в том числе — во главе Медико-хирургической академии. Непосредственно им было разработано новое положение об Академии, которое было издано 15 июля 1869 года.
14 мая 1871 года Смельский отметил 50-летие врачебной деятельности и был освобожден, по собственному прошению, от заведования Главным военно-медицинским управлением, оставаясь при этом непременным членом Военно-медицинского учёного комитета и членом Главного военно-госпитального комитета. Медико-хирургическая академия избрала его своим почётным членом. Также он получил звания почетного лейб-медика Высочайшего двора и совещательного члена Медицинского совета Министерства внутренних дел.
После юбилея Смельский прожил ещё 10 лет, продолжая энергично работать. В 70-летнем возрасте он принимал участие в комитете для улучшения военно-медицинской администрации и военных госпиталей, под его руководством была издана новая фармакопея, а также написал труд «Царство врачебных трав и растений», в котором подробно описал как узнавать, находить, собирать и сушить врачебные травы, корни, корки и прочее, как из них приготовлять лекарства: декокты, настои, пластыри, мази, соки и т. п., и как их употреблять от различных болезней и для того чтоб продлить человеческую жизнь. Смельский был почётным членом Варшавского медицинского общества.
Последние годы жизни Елеазар Никитич Смельский провёл в фамильной усадьбе в селе Василёвка. Усадебный особняк конца XIX века входит в современный реестр памятников архитектуры, охраняемых государством.
Умер 16 (28) апреля 1881 года. Похоронен вместе с женой, Маврой Антоновной, в семейном захоронении на Новодевичьем кладбище в Санкт-Петербурге (надгробный мраморный крест сохранился).